# Burg Cimburk
Die Burg Cimburk (auch Nový Cimburk, deutsch Burg Cimburg, manchmal auch Neu Cimburg, ursprünglich Zinnenburg) ist eine Burgruine in Südmähren. Sie liegt vier Kilometer östlich von Koryčany und gehört zum Okres Kroměříž.

## Geschichte
Die Cimburg wurde in den 1330er Jahren vom mährischen Unterkämmerer Bernhard von Cimburg erbaut, der vorher auf einer Feste bei Trnávka (Türnau) siedelte, die vor 1308 ebenfalls von ihm errichtet wurde und als die „alte Cimburg“ (Starý Cimburk) bezeichnet wird. Die Herrschaft Alt Cimburg tauschte er um 1330 mit Heinrich/Jindřich von Leipa (Železný), einem Sohn des Heinrich von Leipa, gegen die Herrschaften Střílky und Koryčany.

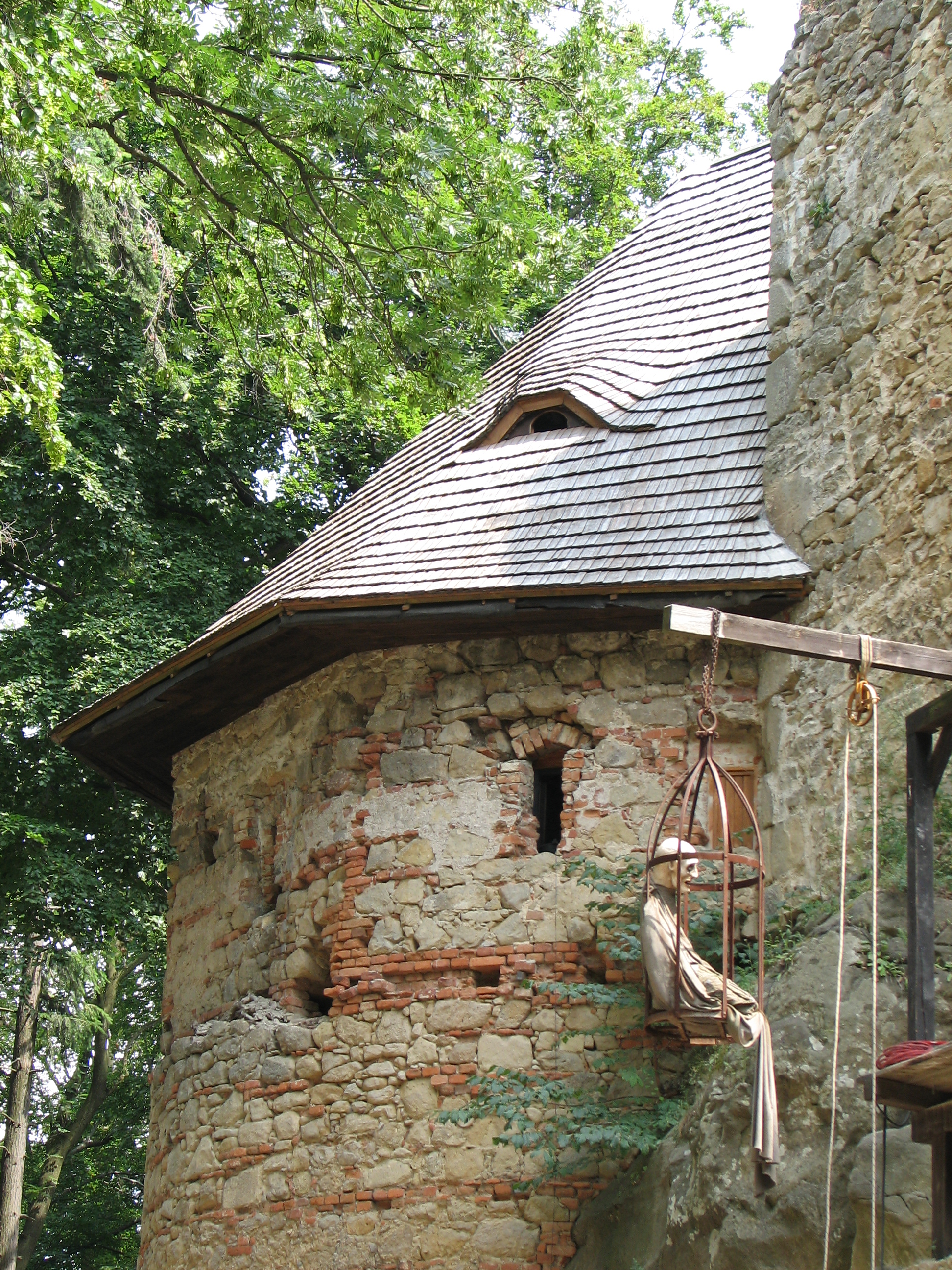
Burg Cimburk

In den nachfolgenden Jahren errichtete er unweit Koryčany die „neue Cimburg“ (Nový Cimburk). Diese wird erstmals 1358 urkundlich erwähnt, als sie von Bernhards Sohn Ctibor von Cimburg zusammen mit der Burg Střílky dem mährischen Markgrafen Johann Heinrich verkauft wurde. In dem entsprechenden Landtafel-Eintrag wird sie als die „neue Burg“ (Cymburk nouum castrum) bezeichnet. Wegen finanzieller Nöte verpfändete Johann Heinrichs Sohn Jobst die Cimburg 1398 dem Čeňek von Drahotuš, der sich verpflichtete, die Burg dem Markgrafen zurückzugeben, sobald dieser die Schulden bei ihm zurückgezahlt haben würde. Dazu kam es jedoch nicht mehr, da die Burg 1407/1408 von Wok IV. von Holstein widerrechtlich erobert wurde. Ihm gelang es in Verhandlungen mit Jobst, die Burg behalten zu dürfen. Nach Woks IV. Tod 1420 wurde sie von seinem gleichnamigen Sohn Wok V. an seinen Verwandten Stephan/Štěpán II. von Holstein auf Wartnau verkauft. Auf diesen gehen vermutlich die umfangreichen Umbauten der Burg sowie die Errichtung einer Burgkapelle zurück.
Während der Hussitenkriege und der ungarisch-böhmischen Thronfolgekriege wurde die Burg mehrmals erobert. Ende des 15. Jahrhunderts war sie im Besitz des Nikolaus Franz von Háje, der erstmals 1493 mit dem Namenszusatz auf Cimburg (Mikuláš z Háje a na Cimburce) belegt ist. Später gelangte sie an die Prusinovský von Víckov und danach an die Horecký von Horka.
Nach dem Dreißigjährigen Krieg war die Burg nur noch zeitweise bewohnt. Nachdem sich die Horecký von Horka nach 1677 in Koryčany ein Schloss errichteten, residierten sie dort. 1709 wird die Cimburg als unbewohnt bezeichnet, in den nachfolgenden Jahrzehnten verfiel sie dann.
Die ursprünglich gotische Burg soll eine der schönsten Burgen Mährens gewesen sein. Sie war typisch für die Burgenarchitektur der ersten Hälfte des 14. Jahrhunderts. Der langgezogene doppeltürmige Bergfried enthielt zahlreiche architektonischen Details. 1994 bildete sich ein Verein, der einzelne Teile der Burg durch ehrenamtliche Arbeit retten will.